# Radu Rebeja
Radu Rebeja (Kisinyov, 1973. június 8. –) válogatott moldáv labdarúgó, középpályás.

## Pályafutása

### Klubcsapatban
1991 és 1999 között a Zimbru Chișinău labdarúgója volt, ahol hét bajnoki címet és két moldávkupa-győzelmet ért el a csapattal. 1999-től Oroszországban játszott. 1999–00-ben az Eliszta, 2001 és 2003 között a Szaturn, 2004 és 2008 között az FK Moszkva, 2008-ban az FK Himki csapatában szerepelt. 2006-ban az év moldáv labdarúgójának választották.

### A válogatottban
1991 és 2008 között 74 alkalommal szerepelt a moldáv válogatottban és két gólt szerzett.

## Sikerei, díjai
- az év moldáv labdarúgója (2006)

 Zimbru Chișinău
- Moldáv bajnokság
  - bajnok (7): 1992, 1992–93, 1993–94, 1994–95, 1995–96, 1997–98, 1998–99
- Moldáv kupa
  - győztes (2): 1997, 1998